# فينيتوسلاكس
فينيتوسلاكس (بالإنجليزية: Venetoclax)‏ هو دواء يُستعمل في علاج:
- لمفومة الخلية القشرية[8]
- لوكيميا نخاعية حادة[8]
- متلازمة خلل التنسج النخاعي[8]
- لمفوما لاهودجكينية[8]
- لمفوما بائية الخلايا[8]
- ابيضاض الدم الليمفاوي المزمن (منذ 11 أبريل 2016)[9]